# Pfalz-Neuburg

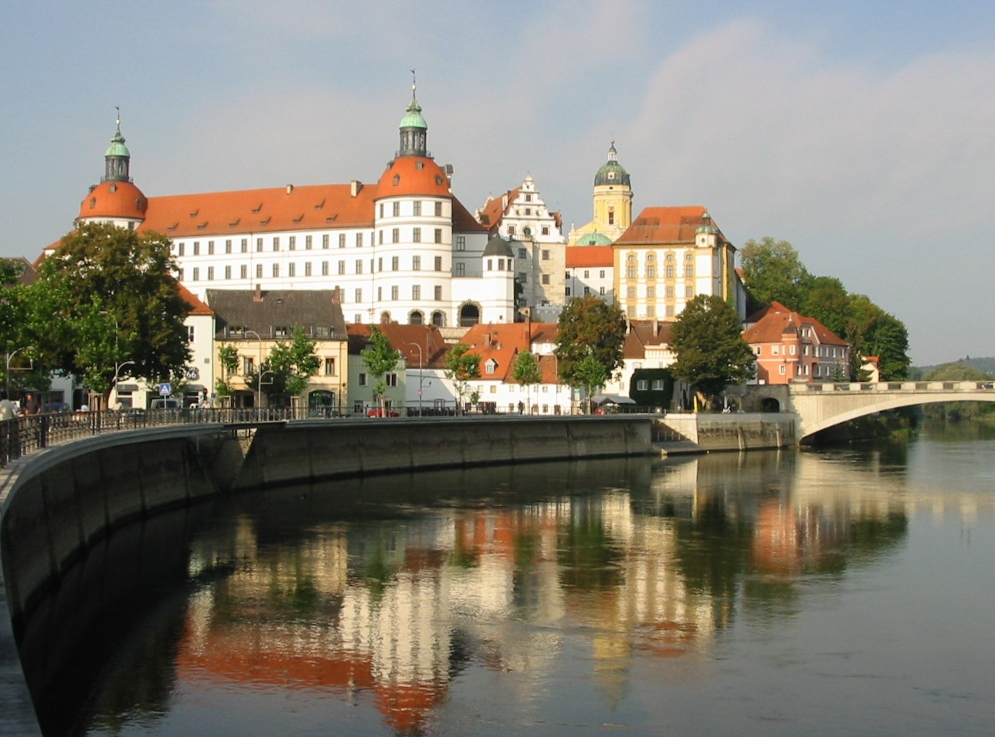
Neuburg mit Schloss und Donau

Die Pfalzgrafschaft Pfalz-Neuburg, auch als Herzogtum Pfalz-Neuburg oder Junge Pfalz bekannt, war ein selbständiges, 1505 entstandenes Territorium des Heiligen Römischen Reiches und staatsrechtlich eigentlich ein Fürstentum. Genealogisch war Pfalz-Neuburg die Bezeichnung mehrerer unterschiedlicher Linien der pfälzischen Wittelsbacher.
Residenzstadt des Fürstentums war Neuburg an der Donau, Nebenresidenz Lauingen. Gegliedert war es in die Landesteile Oberland, Pfalz-Sulzbach, Nordgau und Franken (um Allersberg zwischen Nürnberg und Eichstätt). Das stark zergliederte Territorium umfasste 2750 km² und zählte gegen Ende seines Bestehens ca. 100.000 Einwohner.

## Bezeichnung
Das Fürstentum wurde zunächst unspezifisch als „Herzogtum in Ober- und Niederbayern“ bezeichnet, um die Ansprüche auf das bayerische Erbe zu betonen. Unter Ottheinrich wurde der Name „Junge Pfalz“ gebräuchlich und seinen Nachfolgern setzte sich die Bezeichnung „Pfalz-Neuburg“ oder „Fürstentum Neuburg“, im 18. Jahrhundert auch (reichsrechtlich fragwürdig) „Herzogtum Neuburg“ durch.

## Geschichte

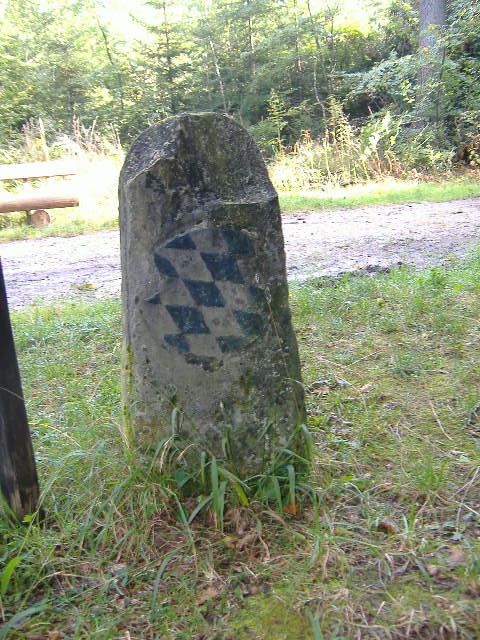
Grenzstein des Herzogtums Pfalz-Neuburg an der Grenze zu den ehemaligen Herrschaftsbereichen der Grafschaft Oettingen und des Fürstentums Thurn und Taxis (in der Nähe von Amerdingen)

Das Fürstentum Neuburg entstand 1505 als Folge des Landshuter Erbfolgekrieges durch den Kölner Schiedsspruch König Maximilians I. und des Ingolstädter Vertrags von 1509. Es hatte bis 1808 Bestand. Durch die kaiserliche Entscheidung wurden Teile des Erbes von Georg dem Reichen mit jährlichen Einkünften von 24.000 Gulden aus bayerischen Gebieten, hauptsächlich nördlich der Donau, für die beiden Söhne des Wittelsbacher Pfalzgrafen Ruprecht von der Pfalz, Ottheinrich und Philipp geschaffen. Da Ottheinrich und Philipp noch minderjährig waren, wurde als Vormund zunächst ihr Großvater Kurfürst Philipp eingesetzt, ab 1508 Pfalzgraf Friedrich II. (bis 1522). Bald nach dem Ende der Regentschaft trat Philipp in kaiserliche Dienste und überließ die Herrschaft seinem Bruder. 1535 kehrte er jedoch zurück und erzwang eine Teilung des Fürstentums. Während Ottheinrich den südlichen Landesteil um Neuburg erhielt, regierte Philipp den nördlichen Landesteil um Schwandorf, Burglengenfeld und Sulzbach. 1541 verzichtete der verschuldete Philipp endgültig zugunsten seines Bruders auf die Herrschaft.
Der nun allein herrschende Ottheinrich trat im folgenden Jahr zum Luthertum über. Seine aufwendige Lebensführung führte 1544 zum Staatsbankrott, woraufhin die Landstände unter Vorsitz von Hanns Krafft von Vestenberg auf Schloss Fronberg (Schwandorf) die Regierung des Landes übernahmen. Im Schmalkaldischen Krieg besetzten Truppen Kaiser Karls V. das Land, da Ottheinrich im (begründeten) Verdacht stand, den Schmalkaldischen Bund im Krieg gegen den Kaiser zu unterstützen. Der geächtete Fürst ging ins Exil, während das Land von kaiserlichen Statthaltern verwaltet wurde. Nach dem Ende des Fürstenaufstands und dem anschließenden Passauer Vertrag konnte Ottheinrich 1552 nach Neuburg zurückkehren.
Nachdem Ottheinrich 1556 pfälzischer Kurfürst geworden war, trat er sein altes Fürstentum, die sogenannte Junge Pfalz, 1557 im Heidelberger Sukzessionsvertrag an Wolfgang von Pfalz-Zweibrücken ab. Nach dessen Tod 1569 fiel Neuburg an dessen ältesten Sohn Philipp Ludwig, der damit die jüngere Linie Pfalz-(Zweibrücken-)Neuburg begründete. Pfalz-Sulzbach wurde jedoch zuerst unter Philipp Ludwigs Bruder Otto Heinrich (bis 1604) und unter seinem Sohn August (ab 1614) abgetrennt.
Die 1574 geschlossene Ehe Pfalzgraf Philipp Ludwigs mit Herzogin Anna von Jülich-Kleve-Berg (1552–1632) legte die Grundlage für eine reiche Erbschaft des Hauses Neuburg am Niederrhein.
Den Pfalzgrafen von Neuburg fielen dann im Jülich-Klevischen Erbfolgestreit 1609/1614 die niederrheinischen Länder Jülich und Berg zu, 1685 auch die Kurpfalz. Unter Pfalzgraf Wolfgang Wilhelm wurde Neuburg 1616/1617 wieder katholisch. Wolfgang Wilhelm hielt bis 1631 abwechselnd in Neuburg und Düsseldorf Hof, ab 1636 nur noch in Düsseldorf. 1717 bis 1718 residierte Karl III. Philipp für etwas mehr als ein Jahr wieder in Neuburg, während ansonsten von den Herrschern nun die Residenzen in Düsseldorf, Heidelberg und Mannheim bevorzugt wurden. Mit ihm starb Ende 1742 die Hauptlinie der Neuburger Pfalzgrafen aus und der Zweig Sulzbach des Hauses Neuburg trat mit Kurfürst Karl Theodor die Nachfolge an. Mit dem Tod von Maximilian III. Joseph 1777 beerbte Karl Theodor auch die bayerischen Wittelsbacher, so dass unter der Linie Pfalz-Sulzbach die großen wittelsbachischen Länder in Personalunion mit Kurpfalz-Bayern wiedervereinigt wurden.
Als mit dem Ende des Alten Reiches die lehensrechtlichen Beschränkungen infolge der Souveränität des neugeschaffenen Königreichs Bayerns weggefallen waren, hob König Maximilian I. bzw. sein erster Minister, Graf Montgelas, die Fürstentümer Neuburg und Sulzbach 1808 auf. Die zugehörigen Gebiete wurden dem jeweils nächstgelegenen Kreis (Regierungsbezirk) zugeordnet. Dies war für Neuburg ab 1808 der Oberdonaukreis, der seit 1819 etwa dem heutigen Bezirk Schwaben entsprach und seit 1837 auch so genannt wurde. Die Gebiete um Sulzbach wurden 1810 dem Regenkreis und 1837 der Oberpfalz angeschlossen.

## Territorium
Das Territorium der „Jungen Pfalz“ war durch die Verträge bis 1512 in seinen Grundzügen festgelegt. Der neue Staat erstreckte sich über 60 Quadratmeilen im heutigen Oberbayern, in Schwaben, Franken und in der Oberpfalz. Sein Territorium bestand aus sechs verstreut liegenden Teilen, die selber wiederum keine geschlossenen Flächen bildeten. Die Verwaltung des jungen Fürstentums unterschied seine Landesteile im Oberland und auf dem Nordgau und bis zur Ablösung 1509 auch im Niederland.

### Niederland
Ursprünglich waren auch die Ämter im nordwestlich von Passau gelegenen „Niederland“ dem neuen Fürstentum zugesprochen worden.
Auf diesen Landesteil zwischen der Donau und dem Bayerischen Wald mit den Ämtern Bärnstein, Ranfels, Dießenstein, Hilgartsberg (Landkreis Freyung-Grafenau), Hilgartsberg (Landkreis Passau), Egg und Hengersberg (beide Landkreis Deggendorf), verzichtete Pfalz-Neuburg 1509 gegen Geldzahlung.
Im Hauptvertrag vom 13. August 1509 (Ingolstädter Vertrag) wurden diese Ämter für eine jährliche Summe von 4.250 Gulden an das Herzogtum Bayern verkauft.

### Oberland
Im „Oberland“ lagen zwei größere Komplexe mit den Ämtern Neuburg, Graisbach, Monheim, Reichertshofen, Rennertshofen, Burgheim einerseits und Höchstädt, Gundelfingen, Lauingen, Staufen, Faimingen und Dattenhausen andererseits. Dazu kamen die drei Ämter Allersberg, Heideck und Hilpoltstein auf der fränkischen Alb.

### Nordgau
Im „Nordgau“ nördlich von Regensburg erhielt das neue Fürstentum sein größtes zusammenhängendes Gebiet mit dem Hauptort Burglengenfeld und den Ämtern Hemau, Velburg, Schwandorf, Kallmünz, Hainsacker, Regenstauf und Laber (mit der Exklave Heilsberg).
Von diesem Landesteil getrennt lagen im Norden zwei weitere: das Landgericht Sulzbach und die Ämter Parkstein-Weiden mit Flossenbürg und Vohenstrauß.

### Ämter und Gerichte
Zur Verwaltung des Territoriums waren folgende Ämter und Gerichte eingerichtet:
- Allersberg (verpfändet 1542–1578)
- Bachhagel
- Beratzhausen (Herrschaft Ehrenfels, 1567 gekauft)
- Breitenegg (Herrschaft, 1591/1599–1611 zur Hälfte, ab 1792 vollständig bei Pfalz-Neuburg)
- Burgheim
- Burglengenfeld
- Dattenhausen (zu Höchstädt)
- Ehrenfels siehe Beratzhausen
- Faimingen (zu Höchstädt)
- Erbendorf (zu Parkstein-Weiden)
- Flossenbürg (verpfändet 1505–1514 bzw. 1520)
- Geyern (Herrschaft, 3/8 zu Pfalz-Neuburg)
- Graisbach
- Gundelfingen
- Hainsacker (Gerichtsbezirk von Burglengenfeld)
- Heilsberg
- Heideck (verpfändet 1542–1585 an die Reichsstadt Nürnberg)
- Hemau (im 17. Jh. mehrfach verpfändet)
- Hilpoltstein (an die Reichsstadt Nürnberg verpfändet 1542–1578)
- Höchstädt
- Kallmünz
- Kaltenbrunn (zu Parkstein-Weiden)
- Kohlberg (zu Parkstein-Weiden)
- Konstein
- Laaber
- Lauingen
- Lupburg (bis 1572 im Pfandbesitz der Freiherrn von Parsberg)
- Möhren (Herrschaft)
- Monheim
- Neuburg a.d. Donau
- Otting (Herrschaft)
- Parkstein-Weiden (Herrschaft zur Hälfte bei Pfalz-Neuburg, nach 1614 bei Pfalz-Sulzbach; die andere Hälfte ab 1623/52 bei Pfalz-Neuburg)
- Parsberg (Herrschaft, deren Reichsunmittelbarkeit von Pfalz-Neuburg bestritten, 1737 aber anerkannt wurde; 1792 Kauf durch Kurfürst Karl Theodor)
- Pleystein (1626–1742 Pfalz-Neuburg, ab 1764 Pfalz-Sulzbach)
- Regenstauf
- Reichertshofen
- Rennertshofen
- Schmidmühlen
- Schwandorf
- Staufen
- Sulzbach
- Tapfheim (Verpfändungen ca. 1543–1582)
- Velburg
- Vohenstrauß
- Weiden siehe Parkstein-Weiden

## Liste der Herzöge und Pfalzgrafen von Pfalz-Neuburg

### Ältere Neuburger Linie (1505–1557)
- Ottheinrich und Philipp, 1505–1541

1505–1522: Regentschaft für die minderjährigen Fürsten
- Kurfürst Philipp von der Pfalz, 1505–1508 Regent
- Pfalzgraf Friedrich II., 1508–1522 Regent

1522–1523: gemeinsame Regierung der Brüder
1523–1535: alleinige Regierung Ottheinrichs
1535–1541: Landesteilung:
- Ottheinrich regiert südlichen Landesteil (Neuburg)
- Philipp regiert nördlichen Landesteils (Schwandorf, Sulzbach)

- Ottheinrich, 1541–1557 alleiniger Fürst, führt 1557 den Protestantismus in der Kurpfalz und Neuburg ein

1544–1546 Verwaltung durch die Landstände unter Vorsitz von Hans Krafft von Vestenberg
1546–1552 kaiserliche Besatzung und Verwaltung nach dem Schmalkaldischen Krieg

### LiniePfalz-Zweibrücken(1557–1569/1808)
- Wolfgang, 1557–1569, durch die Erbaufteilung unter seinen Söhnen trennen sich Zweibrücken, Sulzbach und Neuburg wieder

#### Jüngere Neuburger Linie (Pfalz-Zweibrücken-Neuburg) (1569–1742)
- Philipp Ludwig, 1569–1614
- Wolfgang Wilhelm, 1614–1653, seit 1613 katholisch
- Philipp Wilhelm, 1653–1690
- Johann Wilhelm, 1690–1716
- Karl Philipp, 1716–1742

#### LiniePfalz-Sulzbach(1742–1799)
- Karl Philipp Theodor, 1742–1799[7]

#### LiniePfalz-Zweibrücken-Birkenfeld-Bischweiler(1799–1808)
- Maximilian Joseph, 1799–1808, seit 1806 König von Bayern